# Гончаренко Станіслав Олександрович
Станісла́в Олекса́ндрович Гончаре́нко (нар. 1 листопада 1960, Київ) — радянський та український футбольний і футзальний тренер, головний тренер українського клубу «Продексім». Багаторічний наставник київського «Інтеркасу», на чолі якого він тричі вигравав чемпіонат та кубок України. Входив у тренерський штаб збірної України, з якою став віце-чемпіоном Європи 2001. Заслужений тренер України. 

## Біографія
Вихованець київського «Спартака», в юнацькому віці перейшов у «Темп» (Київ). Виховувався у дитячому будинку, а згодом і в школі-інтернаті для сиріт. Після завершення навчання пішов працювати токарем на завод імені Г.І. Петровського. Працюючи на заводі, паралельно грав за команду колективу фізкультури міста Гребінка Полтавської області, яку очолював Юрій Войнов. Через рік перейшов у свій перший професіональний клуб «Будівельник» (Прип'ять), в якому грав під керівництвом Анатолія Шепеля.
1982 року перейшов у кіровоградську «Зірку», де отримав важку травму, після чого повернувся додому в Київ. Одразу після закінчення кар'єри гравця почав втілювати у життя свою мрію стати тренером.
Тренерську кар'єру почав дитячим тренером у травні 1982 року в спортивному клубі «Старт». У 1985 році був запрошений до СДЮШОР «Зміна» Мінського району м. Києва, де пропрацював рік. Після цього його запросили до київського «СКА», де він працював з 1986 по 1989 рік. Під час роботи в ДЮСШ «СКА» до Станіслава Гончаренка прийшов перший успіх — разом з командою юнаків 1972 р. н. він виграв чемпіонат України серед СДЮШОР. Фінал чемпіонату проходив у місті Нікополі, а суперниками ДЮСШ «СКА» виступили київський спортінтернат, дніпропетровський спортінтернат, СДЮШОР Динамо (Київ), Таврії (Сімферополь) та нікопольського «Колосу», причому «армійці» виграли усі п'ять фінальних ігор.
В квітні 1990 року прийняв пропозицію Володимира Онищенко і перейшов в тренерський штаб команди «Динамо» (Біла Церква). Після того як Володимир Онищенко перейшов на тренерську роботу в «Динамо-2» (Київ), Станіслав Гончарекно деякий час пропрацював головним тренером і восени 1992 року залишив команду, отримавши запрошення від «Хіміка» з Сєвєродонецька. Пропрацювавши рік у «Хіміку» через вагітність дружини Гончаренко наприкінці 1993 року повернувся до Києва.
Після повернення додому, Гончаренко став керманичем «Оболоні», яку він очолював з осені 1993-го по жовтень 1995 року, ставши першим тренером команди після отримання нею професійного статусу. Під його керівництвом в «Оболоні» заграли В'ячеслав Свідерський, Роман Олійник, Олександр Гребеножко та багаторічний лідер команди Вячеслав Нівінський. 7 жовтня 1995 року написав заяву про звільнення, мотивувавши це тим, що клуб не виконав умови контракту, і ця заява була задоволена президентом клубу.
1996 року Станіслав Гончаренко прийняв пропозицію президента київського футзального клубу «Інтеркас» Сергія Веселова, який тоді виборов право виступати у вищій лізі. В першому ж сезоні після підвищення у класі команда завоювала срібні нагороди. Гончаренко керував командою до розформування впродовж 11 сезонів і за цей час вона лише одного разу залишилася без комплекту нагород. Гончаренко привів «Інтеркас» до трьох чемпіонських звань, трьох Кубків України, а також перемог у декількох міжнародних турнірах, зробивши клуб одним з лідерів українського футзалу.
Після розформування «Інтеркасу» Гончаренко серйозно хворів і лежав у лікарні. Витримавши певну паузу, у березні 2008 року, Станіслав Гончаренко повернувся до тренерської роботи, перед 19-м туром чемпіонату очоливши львівський «Тайм». Гончаренко почав перебудовувати гру і кінцівку сезону команда провела нестабільно: в 12 матчах здобуто 5 перемог, 2 нічиї та 4 поразки, при різниці м'ячів 32-23 (ще в одному матчі була присуджена технічна перемога +/-). Перед наступним сезоном «Тайм» суттєво підсилив свій склад, після чого Гончаренко з командою двічі поспіль виграє чемпіонство і досить вдало виступає у двох розіграшах Кубка УЄФА. 4 січня 2011 року «Тайм» об'єднався з іншою львівською командою «Енергією», а Гончаренка призначили головним тренером об'єднаної команди. Новостворена команда завоювала лише «срібло», проте був виграний Кубок України. В сезоні 2011/12 на чолі «Енергії» Гончаренко робить свій третій «золотий дубль» вигравши чемпіонат і кубок з трьома різними командами.
29 листопада 2012 року через сімейні обставини Станіслав Гончаренко подав у відставку з посади головного тренера «Енергії».
З жовтня 2013 року очолював київську команду «Політехнік».
18 червня 2018 року очолив «Кардинал-Рівне».
28 листопада 2019 року після поразки у виїзному матчі від «Продексіма» (0:8), Гончаренка було звільнено з посади головного тренера «Кардинала-Рівне». Під його керівництвом рівненська команда зіграв 41 матч, в якому здобула 15 перемог, 6 разів зіграла внічию і зазнала 20 поразок.
15 березня 2020 року був призначений головним тренером херсонського «Продексіма». Втім, 27 травня, після того, як він провів два тренування з командою, було офіційно оголошено, що херсонський клуб має очолити інший тренер.
З 2000 року входив у тренерський штаб збірної України, яку залишив після завоювання «срібла» на Чемпіонаті Європи 2001 року.
Станіслав Гончаренко є одним з найдосвідченіших українських футзальних тренерів. Під його керівництвом українські клуби п'ять разів стартували у Кубку УЄФА, зігравши загалом 26 матчів (+16, =3, -7, 121-62). Як головний тренер Станіслав Гончаренко провів у вищій (тепер вже екстра) лізі 16 повних сезонів, в яких його команди лише двічі залишилися без нагород. Загалом же він виграв: 6 золотих, 7 срібних та 1 бронзову нагороду, а також 6 Кубків України і двічі був фіналістом.

## Титули та досягнення

### Тренер
«Інтеркас» (Київ)
- Чемпіон України (3): 1999, 2000, 2003
- Володар Кубка України (3): 2000, 2001, 2005,
- Володар «Кубка Великого Дніпра» (Запоріжжя) (2): 1997, 2001
- Володар «Кубка Звільнення» (Харків) (2): 1997, 2003
- Переможець турніру «Crystal Cup» (Копршивніце, Чехія): 1997

«Тайм» (Львів)
- Чемпіон України (2): 2009, 2010
- Володар Кубка України: 2010
- Володар Суперкубка України: 2009
- Переможець турніру «Beskidy Futsal Cup» (Бельсько-Бяла, Польща): 2009
- Переможець турніру «Green Ball Cup» (Тепліце, Чехія): 2009

«Енергія» (Львів)
- Чемпіон України: 2012
- Володар Кубка України (2): 2011, 2012
- Переможець турніру «Beskidy Futsal Cup» (Бельсько-Бяла, Польща) (2): 2011, 2012

#### Міжнародні
Збірна України
- віцечемпіон Європи 2001

#### Індивідуальні нагороди
- Увійшов у трійку найкращих тренерів України (4): 1997/98, 1998/99[21], 1999/00[22], 2000/01
- Найкращий тренер України (2): 2010[23], 2012[24]

## Хронологія клубної роботи

### Україна (футзал)
| Клуб                     | Сезон | Чемпіонат                              | Кубок                                 | Єврокубки                                  | Підсумки сезону |
| ------------------------ | ----- | -------------------------------------- | ------------------------------------- | ------------------------------------------ | --- |
| «Інтеркас» (Київ)        | 1997  | 2 місце                                | 1/4 фіналу                            | —                                          | Перший сезон Гончаренко у ролі головного тренера футзального клубу і одразу ж завойовано «срібло». |
| «Інтеркас» (Київ)        | 1998  | 2 місце                                | Фінал                                 | —                                          | Знову «срібло» в чемпіонаті, до якого додалася поразка у фіналі Кубка. |
| «Інтеркас» (Київ)        | 1999  | Чемпіон                                | 1/2 фіналу                            | —                                          | Надважка перемога в чемпіонаті, здобута лише в останньому турі. |
| «Інтеркас» (Київ)        | 2000  | Чемпіон                                | Кубок                                 | —                                          | Друге поспіль чемпіонство і перший «золотий дубль» для Гончаренка та «Інтеркасу». |
| «Інтеркас» (Київ)        | 2001  | 2 місце                                | Кубок                                 | —                                          | В чемпіонаті «Інтеркас» несподівано пропустив вперед іншу київську команду «Уніспорт-Будстар», відставши лише на одне очко. Проте вдруге поспіль було завойовано Кубок |
| «Інтеркас» (Київ)        | 2002  | 2 місце                                | Фінал                                 | Перший відбірковий раунд Кубка УЄФА        | Чемпіонат був програний «Укрсплаву», який тоді починав перетворюватися на суперклуб, а в фіналі Кубка поступилися конкуренту за «срібло», яке у підсумку і отримали, - «Дніпроспецсталі». Через розформування «Уніспорт-Будстару» «Інтеркасу» випала нагода першим серед усіх українських клубів представити державу в Кубку УЄФА, проте в першому ж раунді кияни сенсаційно пропустили в наступний раунд угорську команду «ЦСО-Монтаж». |
| «Інтеркас» (Київ)        | 2003  | Чемпіон                                | 1/2 фіналу                            | —                                          | Було виграно третє і останнє в історії «Інтеркасу» чемпіонство. |
| «Інтеркас» (Київ)        | 2004  | 7 місце                                | 1/2 фіналу                            | Другий відбірковий раунд Кубка УЄФА        | Провальний сезон на домашній арені ледь не став тріумфальним на європейській. «Інтеркас» потрапив у найскладнішу групу в Другому відбірковому раунді, де продемонстрував гідну гру: киянам забракло лише одного очка, щоб пройти у фінал. |
| «Інтеркас» (Київ)        | 2005  | 2 місце                                | Кубок                                 | —                                          | Виграно «срібло» у чемпіонаті, підсолоджене перемогою у Кубку. |
| «Інтеркас» (Київ)        | 2006  | 3 місце                                | 1/16 фіналу                           | —                                          | Традиційно пропустивши на перше місце дуже сильний «Шахтар», «Інтеркас» несподівано поступився «сріблом» львівській «Енергії». |
| «Інтеркас» (Київ)        | 2007  | 2 місце                                | 1/8 фіналу                            | —                                          | Чергове «срібло». Після цього сезону «Інтеркас» було розформовано. |
| «Тайм» (Львів)           | 2008  | 5 місце                                | 1/8 фіналу (до приходу Гончаренка)    | —                                          | Гончаренко прийняв «Тайм», який йшов на 4-му місці, посеред сезону і почав перебудовувати гру, що вилилося у не надто стабільні результати і підсумкове 5-тє місце. |
| «Тайм» (Львів)           | 2009  | Чемпіон                                | 1/2 фіналу                            | —                                          | Після кардинальної зміни складу «Тайм» виграє чемпіонат, а в Кубку був зупинений у півфіналі «Шахтарем». |
| «Тайм» (Львів)           | 2010  | Чемпіон                                | Кубок                                 | Елітний раунд Кубка УЄФА                   | «Тайм» зробив золотий дубль і вдало виступив у Кубку УЄФА. |
| «Енергія» (Львів)        | 2011  | 2 місце                                | Кубок                                 | Елітний раунд Кубка УЄФА (на чолі «Тайму») | Через фінансові проблеми «Тайм» не дуже вдало виступив в Елітному раунді Кубка УЄФА. Після цього посеред сезону «Тайм» об'єднався з іншою львівською командою «Енергією». Головним тренером об'єднаної команди було обрано Гончаренка. Новостворена команда виграла Кубок, а в чемпіонаті задовольнилася «сріблом». |
| «Енергія» (Львів)        | 2012  | Чемпіон                                | Кубок                                 | —                                          | Третій «золотий дубль» у кар'єрі Гончаренка. |
| «Енергія» (Львів)        | 2013  | 3 місце (на час, коли залишав команду) | Залишив команду перед стартом у Кубку | Елітний раунд Кубка УЄФА                   | Станіслав Гончаренко залишив команду після 6-го туру. Вона йшла на 3 місці з такими показниками: 5 ігор, 3 перемоги, 1 нічия, поразка, різниця м'ячів 15-9. |
| «Кардинал-Рівне» (Рівне) | 2019  | 5 місце                                | 1/8 фіналу                            | —                                          | Після 8 турів команда посідала 1 місце, але після цього пішов спад і перший етап команда завершила на 4 сходинці. Другий етап рівняни почали з 5 місця, оскільки відбувся перерахунок очок, і на ньому сезон й завершили. У Кубку ліги команда вилетіла на стадії 1/4 фіналу. |